# Комісія з азартних ігор Великої Британії
Комісія з азартних ігор Британії — це виконавчий державний орган уряду Великої Британії, який відповідає за регулювання азартних ігор у країні та нагляд за ігорним законодавством у Великій Британії. Його повноваження охоплюють аркади, ставки, бінго, казино, ігрові автомати та лотереї, а також азартні ігри в інтернеті.
Комісія слідкує за тим, щоб не допустити злочини у сфері азартних ігор та захистити вразливі групи населення. Вона видає ліцензії операторам та консультує уряд з питань, пов'язаних з азартними іграми. Також вона співпрацює з поліцією щодо підозр у незаконних азартних іграх. 2007 року Комісія замінила Ігровий комітет Великої Британії. 2013 року вона взяла на себе відповідальність за регулювання діяльності Національної лотереї Британії.

## Історія
Комісія з азартних ігор була створена відповідно до Закону про азартні ігри 2005 року і почала роботу 2007 року. Комісія є невідомчим державним органом, що фінансується Департаментом культури, ЗМІ та спорту.
Комісія також відповідає за дистанційні азартні ігри, що включають ставки в інтернеті, ставки телефоном та інших комунікаційних пристроїв, що використовують обладнання, що пропонують або рекламують послуги жителям Великої Британії.
1 жовтня 2013 року Національна комісія з лотерей, яка регулювала діяльність Національної лотереї, стала частиною Комісії з азартних ігор.
У жовтні 2020 комісія опублікувала результати щодо розслідування діяльності британських онлайн-операторів щодо їхньої діяльності з вересня 2018 до березня 2020 року. Згідно з даними розслідування, компанії BGO, GAN та NetBet вживали недостатньо заходів щодо протидії відмиванню грошей та забезпечення безпеки гравців. Після цього комісія посилила ліцензійні умови для операторів BGO та GAN, вимагаючи перегляду їхньої політики.
У лютому 2021 року комісія анонсувала нові обмеження для азартних ігор у Британії. Серед іншого, було заборонено автогру на слотах, це означає повну заборону автогри, зворотного зняття і швидкості обертання швидше за 2,5 секунди. Окрім того, було заборонено звукові ефекти та зображення, що створюють враження виграшу, коли прибутковість насправді нижче або дорівнює ставці. Також було створено постійну комісію, що має оцінювати збитки та шкоду від азартних ігор.

## Обов'язки

### Цілі та завдання
Заявлені Комісією цілі «не допускати злочинів до азартних ігор, забезпечувати чесне і відкрите проведення азартних ігор та захищати дітей та вразливих людей». Однак критики зазначають, що процес регулювання та нерозголошення скарг за замовчуванням часто суперечить обґрунтованості цих повноважень.

### Ліцензування
Комісія видає ліцензії операторам азартних ігор, може стягувати штрафи та анулювати ліцензії, і їй доручається розслідування та переслідування незаконних азартних ігор. Вона також відповідає за консультування національних та місцевих органів влади з питань, пов'язаних з азартними іграми.

### Дистанційні азартні ігри
Щодо дистанційних азартних ігор, Комісія видає ліцензії тим операторам, обладнання дистанційних азартних ігор яких знаходиться на території Великої Британії. У той час як ті оператори, які бажають рекламувати свої послуги в Англії, Уельсі чи Шотландії, але базуються за межами країни, повинні отримати ліцензію від Азартної комісії після прийняття Закону про азартні ігри 2014 року.
Закон 2014 року змінив вимоги до ліцензування, так що будь-яка компанія, яка бажає рекламувати азартні ігри та приймати ставки від споживачів в Англії, Уельсі чи Шотландії, повинна мати ліцензію, видану Комісією з азартних ігор. Раніше оператор в одній із юрисдикцій азартних ігор з білого списку міг рекламувати свої послуги у Великій Британії, не вимагаючи окремої ліцензії Комісії.